# Eixample Teatre
L'Eixample Teatre és un espai teatral ubicat al carrer d'Aragó núm. 140 de Barcelona, amb capacitat per a 300 espectadors. Inaugurat el 1995 com a Teatre de l'Eixample, el 2000 va rebre el nom de Guasch Teatre en honor del seu fundador Joan Guasch, mort aquell mateix any. Es va dedicar, sobretot, al teatre familiar i infantil. La crisi econòmica va fer que tanqués el 2015 i tornés a obrir amb el nom Eixample Teatre, amb una programació adreçada al públic adult.